# Arthur Goldberg
Arthur Joseph Goldberg (Chicago, 8 de agosto de 1908 – Washington, D.C., 19 de janeiro de 1990) foi um estadista e jurista americano. Membro do Partido Democrata, serviu como Secretário do Trabalho, Associado de Justiça da Suprema Corte de Justiça e Embaixador das Nações Unidas.

## Vida
Goldberg nasceu e cresceu no lado Oeste de Chicago, sendo o caçula de oito filhos de imigrantes Russos. O pai de Goldberg, um ambulante, morreu em 1916, forçando os irmãos de Goldberg a saírem da escola e irem trabalhar para sustentar a família. Como filho caçula, foi permitido que continuasse na escola, graduando-se no Ensino Médio aos 16 anos.
Goldberg graduou-se em Direito e exerceu a advocacia em sua cidade natal de 1929 a 1948. Ficou conhecido em 1938 ao representar o Chicago Newspaper Guild durante uma greve. Mudou-se para a capital federal no final de década de 1940, trabalhando em sindicatos. Goldberg passou a exercer cargos públicos no governo de John Kennedy, primeiro integrando seu gabinete e depois na Suprema Corte, onde manteve um histórico liberal.
Em 1965, a pedido do presidente Lyndon Johnson, Goldberg deixou seu assento vitalício na Suprema Corte para se tornar Embaixador do país na ONU. Permaneceu no cargo até renunciar por conta de assuntos relacionados à guerra do Vietnã. Em 1970, concorreu a governador do estado de Nova Iorque, mas foi derrotado pelo governador republicano Nelson Rockefeller. Goldberg então retornou para Washington D.C., trabalhando como advogado e em atividades ligadas aos direitos humanos até morrer.